# دامير (إسم)
دامير هو اسم ذكوري شائع في اللغات السلافية الجنوبية، وأحيانًا يعطى كإسم في آسيا الوسطى والمناطق التي تقطنها الشعوب التركية في روسيا. يعتبر الإسم سلافي من أصول سلافية، حيث يعني المقطع -دا- «أعط» / «خذ»، والمقطع -مير- يعني «سلام». يمكن أن يكون الإسم أيضًا عبارة عن هيئة مختلفة نوعا ما من الإسم التركي «دمير»، والذي يعني «حديد». دامير هو أيضًا إختصار لعبارة "Да здравствует мировая революция"، والتي تعني «تحيا الثورة العالمية». 

## شخصيات معروفة تحمل اسم دامير
- دامير بيتشانيتش - لاعب كرة يد كرواتي
- جومر دامر - لاعب كرة مضرب بوسني
- دامير هادزيتش - لاعب كرة قدم سلوفيني
- دامير كاهريمان - لاعب كرة قدم صربي
- دامير كيدو - مغني كرواتي
- دامير كروباليجا - لاعب كرة سلة أمريكي
- دامير ماركوتا - لاعب كرة سلة كرواتي
- دامير ماتوفينوفيتش - حكم كرة قدم
- دامير مرشيتش - مدرب كرة سلة تركي/بوسني ولاعب سابق
- دامير مولاومروفيتش - لاعب كرة سلة كرواتي
- دامير نيكشيتش - كوميدي ارتجالي ومنتج تلفزيوني وموسيقي ويوتيوبي ورسام وسياسي بوسني
- دامير رانتشيتش - لاعب كرة سلة كرواتي
- دامير راشيتش - لاعب كرة قدم كرواتي
- دامير سكومينا - حكم كرة قدم سلوفيني
- دامير سكارو - ملاكم كرواتي
- دامير شولمان - كرة سلة كرواتي
- دامير يوربان - كاتب أغاني كرواتي